# Hirschbirne

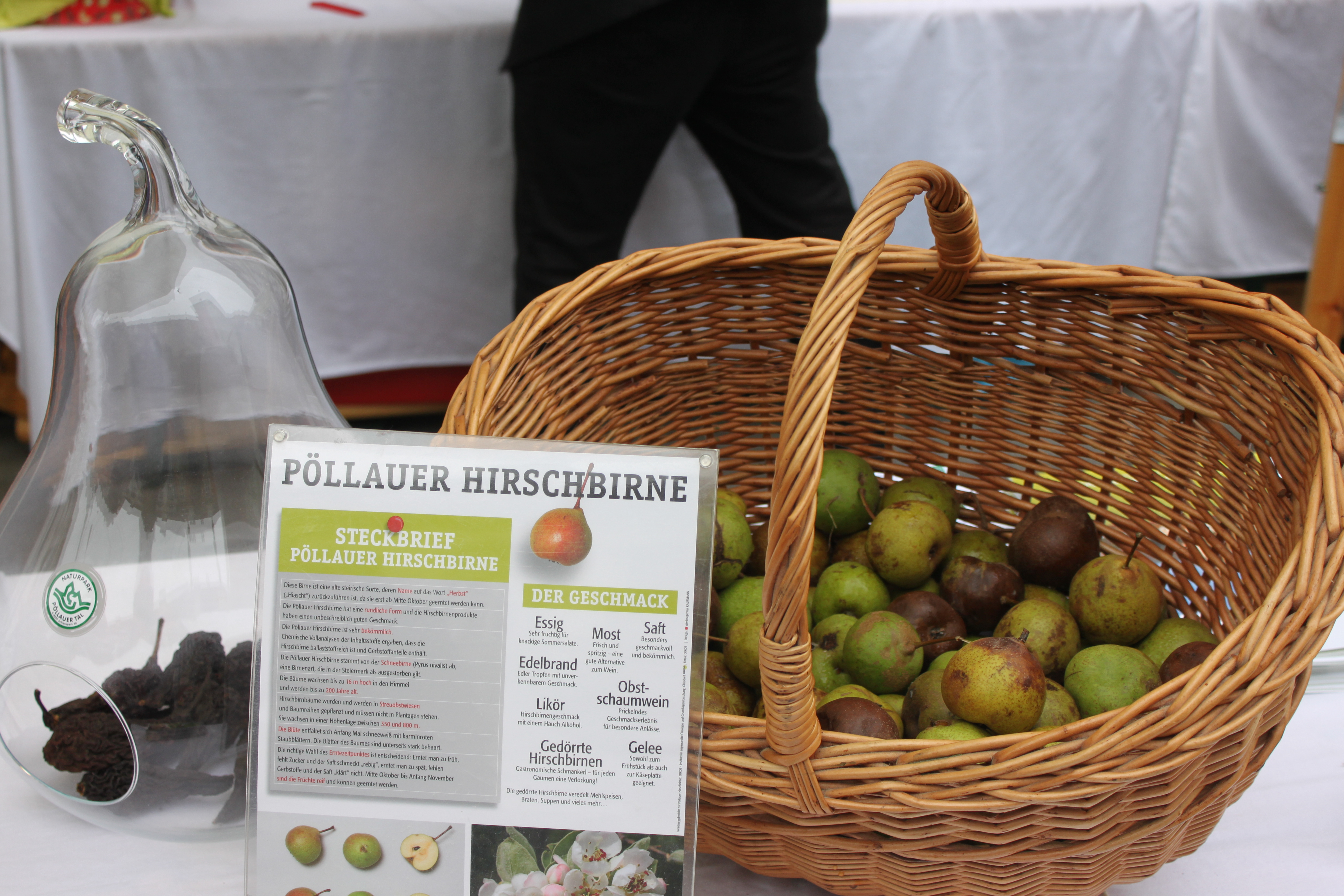
Hirschbirne

Die Hirschbirne ist eine alte steirische Sorte der Birne, deren aktuelles Verbreitungsgebiet sich noch weitgehend mit dem historischen deckt. Dieses liegt in der Oststeiermark mit dem Schwerpunkt Pöllauer Tal.

## Beschreibung

### Baum
Entgegen früheren Annahmen stammt die Hirschbirne nicht von der Wildbirne (Pyrus pyraster), sondern von der seltenen Schnee-Birne (Pyrus ×nivalis Jacq.) ab. Die Bäume können Wuchshöhen bis zu 16 Meter und ein Alter bis zu 200 Jahren erreichen. Nach 12,5 Jahren ist mit ersten Erträgen zu rechnen, erwachsene Bäume erbringen in den Vollerntejahren etwa 600 kg.

### Frucht
Die Früchte sind bergamottenförmig und breiter als lang (im Mittel 50,4 × 53,9 mm; Stiellänge 28,9 mm). Die Schale weist eine gelblichgrüne Grundfarbe sowie eine trübrote Deckfarbe auf, die im reifen Zustand gänzlich fehlt. Kelch- und Stielbucht sind oftmals kleinfleckig berostet, die Schale weist rötlich umhofte Lentizellen auf. Charakteristisch ist der offene Kelch mit stark behaarten Kelchblättern. Typisch sind auch die großen schwarzbraunen Samen sowie die geöffnete Achse und ein markanter Steinkranz rund um das Kerngehäuse.
Das mittlere Fruchtgewicht liegt bei 80,5 g, variiert jedoch zwischen ca. 100 g auf 350 m und ca. 60 g auf 1.000 m. Die Fruchtreife variiert je nach Höhenlage und Jahr zwischen den letzten Septembertagen bis zum 20. Oktober. Der relativ späte Zeitpunkt fungierte auch als Namensgeber, Hirsch hat nichts mit dem Tier zu tun, sondern stammt vom Wort Herbst (Hiascht). Soweit bekannt, liegt ihr Phenolgehalt über allen anderen österreichischen Mostbirnsorten. Wurden die Früchte früher meist als Dörrbirnen (Kletzen) genossen, steht heute die Nutzung als Saft und Edelbrand im Vordergrund.

## Touristische Nutzung
Da die stattlichen als Streuobst gepflanzten Obstbäume durchaus landschaftsprägend sind, wurde in den 1990er Jahren begonnen, die Hirschbirne als regionale Spezialität zu vermarkten, organisiert in der Interessengemeinschaft Bauernspezialitäten Naturpark Pöllauer Tal. Die Hirschbirne ist in die Arche des Geschmacks bei Slow Food aufgenommen. Seit dem 14. April 2015 ist Pöllauer Hirschbirne eine geschützte Ursprungsbezeichnung.